# Паюзи (волость)
Паюзи (эст. Pajusi) — бывшая волость в Эстонии в составе уезда Йыгевамаа.

## Положение
Площадь волости — 232,4 км², численность населения на 1 января 2010 года составляла 1457 человек.
Административным центром волости была деревня Калана. Помимо этого, на территории волости находились ещё 22 деревни.